# Central Japan Railway Company
Central Japan Railway Company (englisch; japanisch 東海旅客鉄道株式会社, Tōkai ryokaku tetsudō kabushiki-gaisha), kurz JR Central (JR東海, JR Tōkai), ist einer der sieben Nachfolger der 1987 privatisierten Japanese National Railways. Die Eisenbahngesellschaft betreibt den Hochgeschwindigkeitsverkehr auf der Tōkaidō-Shinkansen, Vorortstrecken um Nagoya sowie Regionalbahnen im Zentrum der Insel Honshū.
Größte Aktionäre der Gesellschaft (Stand: 31. März 2015) sind die Mizuho Corporate Bank (Mizuho Financial Group) (4,75 %) und die Master Trust Bank of Japan (4,14 %) sowie die Mitsubishi UFJ Financial Group (3,24). Die Abwicklungsabteilung der japanischen Behörde für Eisenbahnbau, Transport und Technologie (JRTT) hat ihre Anteile inzwischen vollständig verkauft.

## Geschichte

JR Centrals Bereich in Orange

JR Central wurde am 1. April 1987 gegründet, nachdem die staatliche Eisenbahngesellschaft Japans privatisiert und aufgespaltet wurde.

## Linien
Die betriebenen Strecken befinden sich vorwiegend in der Tōkai- und der Chūbu-Region.
- Tōkaidō-Shinkansen (東海道新幹線): Tokio – Shin-Osaka
- Chūō-Hauptlinie (中央本線): Shiojiri – Nagoya
- Kansai-Hauptlinie (関西本線): Nagoya – Kameyama
- Kisei-Hauptlinie (紀勢本線): Kameyama – Shingu
- Takayama-Hauptlinie (高山本線): Gifu – Inotani
- Tōkaidō-Hauptlinie (東海道本線): Atami – Maibara
- Gotemba-Linie (御殿場線)
- Iida-Linie (飯田線)
- Jōhoku-Linie (城北線)
- Meishō-Linie (名松線)
- Minobu-Linie (身延線)
- Sangū-Linie (参宮線)
- Taita-Linie (太多線)
- Taketoyo-Linie (武豊線)
- zukünftig Chūō-Shinkansen, eine Magnetschwebebahn